# Britannia Row Studios
51°28′04″N 0°11′26″W
Britannia Row Studios è stato uno studio di registrazione situato nel borgo londinese di Islington (1975–1995), e successivamente nel quartiere di Fulham, in Inghilterra (1995–2015). Lo studio originale fu costruito dalla rock band britannica Pink Floyd in un blocco di tre piani al 35 di Britannia Row, Islington, London N1, dopo l'uscita del loro album del 1975 Wish You Were Here. I Pink Floyd hanno utilizzato lo studio per registrare gli album Animals, A Momentary Lapse of Reason, The Division Bell parte di The Endless River e parti di The Wall, incluso il ritornello della scuola in "Another Brick in the Wall". 
Il batterista dei Pink Floyd Nick Mason alla fine ha assunto la piena proprietà dello studio. All'inizio degli anni '90 vendette l'attività a Kate Koumi, che la gestiva sin dalla metà degli anni '80. Koumi trasferì lo studio nel 1995 a Wandsworth Bridge Road a Fulham, dove ha operato per i successivi 20 anni. Ha chiuso nel settembre 2015 ed è stato trasformato in appartamenti.
Mason ha mantenuto l'edificio originale in Britannia Row, che è stato convertito in spazi per uffici. Nel 2012 parte di esso, compresi gli spazi originali dello studio, è stato utilizzato come struttura di formazione per la London School of Sound. Nel 2016 il Consiglio di Islington ha concesso il permesso per un ampliamento e la conversione dell'edificio in appartamenti con spazi limitati per uffici.
Una società di noleggio di apparecchiature audio, Britannia Row Productions, originariamente con sede a Britannia Row, è stata creata per noleggiare l'attrezzatura da tour dei Pink Floyd e mantenere unite le capacità del suo staff. Uno dei primi eventi per i quali ha fornito la strumentazione è stato lo spettacolo dei Queen del 1976 ad Hyde Park, con un pubblico di oltre 150.000 persone. I Pink Floyd hanno venduto la Britannia Row Productions ai loro manager nel 1985, e ora ha sede a Twickenham.

Altri artisti che hanno registrato nei Britannia Row Studios:
- New Order
- Richard Ashcroft
- Atomic Kitten
- Björk
- James Blunt
- Kate Bush
- Coil
- The Cult
- The Blacklies

- Joy Division
- Ronan Keating
- Liberty X
- Manic Street Preachers
- Dannii Minogue
- Kylie Minogue
- Page and Plant
- Pete Doherty

- Pulp
- Section 25
- Sugababes
- Snow Patrol
- Supergrass
- Westlife
- Kate Nash
- Bijelo Dugme

- the pillows
- Skindred
- Nash the Slash